# Northern Arizona Suns 2017-2018
La stagione 2017-18 dei Northern Arizona Suns fu la 12ª nella NBA D-League per la franchigia.
I Northern Arizona Suns arrivarono terzi nella Pacific Division con un record di 23-27, non qualificandosi per i play-off.

## Roster
| N° | Naz.                   | Ruolo | Sportivo                | Anno | Alt. | Peso |
| -- | ---------------------- | ----- | ----------------------- | ---- | ---- | ---- |
| 1  | Stati Uniti (bandiera) | A     | Malik Dime              | 1992 | 206  | 100  |
| 1  | Stati Uniti (bandiera) | G     | Steven Green            | 1993 | 196  | 88   |
| 1  | Stati Uniti (bandiera) | A     | Chris McCullough        | 1995 | 206  | 98   |
| 3  | Stati Uniti (bandiera) | G     | Shaquille Harrison      | 1993 | 191  | 83   |
| 5  | Stati Uniti (bandiera) | G     | Josh Gray               | 1993 | 185  | 79   |
| 10 | Stati Uniti (bandiera) | G     | Tyrell Corbin           | 1992 | 185  | 84   |
| 10 | Stati Uniti (bandiera) | A     | Derrick Jones           | 1997 | 201  | 86   |
| 11 | Stati Uniti (bandiera) | A     | Rahlir Hollis-Jefferson | 1991 | 198  | 98   |
| 13 | Stati Uniti (bandiera) | G     | Xavier Silas            | 1988 | 196  | 90   |
| 14 | Sudan (bandiera)       | GA    | Peter Jok               | 1994 | 198  | 91   |
| 15 | Stati Uniti (bandiera) | AC    | Alan Williams           | 1993 | 203  | 118  |
| 17 | Stati Uniti (bandiera) | G     | Archie Goodwin          | 1994 | 196  | 86   |
| 22 | Stati Uniti (bandiera) | GA    | Danuel House            | 1993 | 198  | 100  |
| 23 | Stati Uniti (bandiera) | A     | Mike Young              | 1994 | 206  | 107  |
| 24 | Canada (bandiera)      | A     | Anthony Bennett         | 1993 | 203  | 107  |
| 25 | Stati Uniti (bandiera) | A     | Alec Peters             | 1995 | 206  | 107  |
| 30 | Stati Uniti (bandiera) | A     | Lavoy Allen             | 1989 | 206  | 102  |
| 30 | Stati Uniti (bandiera) | A     | Zach Andrews            | 1985 | 206  | 104  |
| 30 | Stati Uniti (bandiera) | C     | Damonte Dodd            | 1994 | 211  | 112  |
| 31 | Stati Uniti (bandiera) | G     | Askia Booker            | 1993 | 188  | 79   |
| 32 | Stati Uniti (bandiera) | G     | Davon Reed              | 1995 | 196  | 93   |
| 44 | Stati Uniti (bandiera) | C     | Eric Stuteville         | 1995 | 211  | 111  |
|    | Stati Uniti (bandiera) | G     | Isaiah Canaan           | 1991 | 183  | 91   |

## Staff tecnico
- Allenatore: Cody Toppert
- Vice-allenatori: Tyler Gatlin, Earl Barron, Nick Friedman